# Ognjen Kuzmić
Ognjen Kuzmić (nacido el 16 de mayo de 1990 en Doboj,  Bosnia y Herzegovina) es un jugador serbio de baloncesto que pertenece a la plantilla del Estrella Roja de Belgrado de la ABA Liga.

## Trayectoria deportiva

### Profesional
Kuzmić comenzó su carrera en Bosnia y Herzegovina, en el KK Findo Doboj y en el KK Borac Banja Luka. Un año más tarde se traslada a Korihait, el equipo de la Liga Finlandesa. En 2010, dejó el equipo para volver a Bosnia para jugar con los KK Čelik.
En 2011, firma por el  Unicaja Málaga y juega su primera temporada en el filial  del equipo Clínicas Rincón Benahavís en la segunda división de la liga española. Ese mismo año también jugó dos partidos con el Unicaja en la Liga ACB. En la temporada 2012-2013 es cedido al FIATC Joventut.
En septiembre de 2013, firmó un acuerdo para jugar con los Golden State Warriors. Durante su primer año con los Warriors, tuvo varias asignaciones a los Santa Cruz Warriors de la NBA D-League.
Kuzmic ha disputado las dos campañas en los Golden St. Warriors, alternando con los Santa Cruz Warriors de la D-League, el último año tuvo un promedio de 1.3 punto y 1.1 rebote por partido.
En 2015, abandona la NBA para fichar por dos temporadas con el Panathinaikos BC, aunque solo cumple una de ellas, ya que la temporada 2016-17 juega en el Estrella Roja de Belgrado, donde gana 3 títulos. 
En 2017 ficha por el Real Madrid de la liga ACB. En el partido de Euroliga contra el CSKA de Moscú se produce una rotura completa del ligamento cruzado anterior de la rodilla izquierda, lo que provoca que se pierda el resto de la temporada.
Tras dos temporadas con escaso protagonismo en el Real Madrid debido a varias lesiones y al buen rendimiento ofrecido por Walter Tavares, el 5 de julio de 2019 regresó a la disciplina del Estrella Roja, con un contrato de dos temporadas.

## Estadísticas de su carrera en la NBA
| † | Denota temporada en la que ganó el Campeonato de la NBA |

### Temporada regular
| Año     | Equipo       | PJ | PT | MPP | %TC  | %3P  | %TL   | RPP | APP | ROB | TPP | PPP |
| ------- | ------------ | -- | -- | --- | ---- | ---- | ----- | --- | --- | --- | --- | --- |
| 2013-14 | Golden State | 21 | 0  | 4.4 | .385 | .000 | .455  | 1.0 | .1  | .1  | .2  | .7  |
| 2014-15 | Golden State | 16 | 0  | 4.5 | .667 | .000 | 1.000 | 1.1 | .4  | .1  | .1  | 1.3 |
| Total   | Total        | 37 | 0  | 4.4 | .520 | .000 | .600  | 1.0 | .2  | .1  | .1  | .9  |

### Playoffs
| Año   | Equipo       | PJ | PT | MPP | %TC  | %3P  | %TL  | RPP | APP | ROB | TPP | PPP |
| ----- | ------------ | -- | -- | --- | ---- | ---- | ---- | --- | --- | --- | --- | --- |
| 2014  | Golden State | 3  | 0  | 2.7 | .000 | .000 | .000 | 1.3 | .0  | .0  | .0  | .0  |
| Total | Total        | 3  | 0  | 2.7 | .000 | .000 | .000 | 1.3 | .0  | .0  | .0  | .0  |